# 39791 Jameshesser
39791 Jameshesser è un asteroide della fascia principale. Scoperto nel 1997, presenta un'orbita caratterizzata da un semiasse maggiore pari a 1,9460042 au e da un'eccentricità di 0,1050916, inclinata di 23,61294° rispetto all'eclittica.
L'asteroide è dedicato all'astrofisico canadese James E. Hesser.